# Prachatice
Prachatice är en stad i Tjeckien. Den är belägen i distriktet med samma namn och regionen Södra Böhmen, i den sydvästra delen av landet, 120 km söder om huvudstaden Prag. Prachatice ligger 578 meter över havet och antalet invånare är 10 588.